# テューダー・ローズ

テューダー・ローズ

テューダー・ローズ（英: Tudor rose）は、イングランドの伝統的な花の紋で、その名称の由来およびその起源はテューダー朝にある。ユニオン・ローズ（Union rose）と呼ばれることもある。

## 起源
ヘンリー7世がリチャード3世を破りイングランド王位を勝ちとったとき、ランカスター家（赤薔薇の紋）とヨーク家（白薔薇の紋）の間の薔薇戦争は終わりを迎えた。ヘンリー7世は、いにしえのウェールズの君主の血を引くエドマンド・テューダーを父とし、ランカスター家の血を引くマーガレット・ボーフォートを母とするが、さらにヨーク家のエリザベスと結婚することで、全ての勢力をまとめあげた。実際には、リチャード3世は白い猪の旗の下で、ヘンリー7世はテューダー家の発祥地ウェールズを象徴する赤い竜の旗の下で、それぞれ戦っていた。白薔薇と赤薔薇という発想は、テューダー朝時代の考案である。歴史家トーマス・ペンは次のように記している。
「ランカスターの」赤薔薇は、ヘンリー7世より前にはほとんど用いられることのない紋であった。ランカスターの諸王は薔薇の紋をまれに用いることはあったが、その場合もしばしば赤色ではなく金色であった。国を内戦に導いた張本人であるヘンリー6世は、アンテロープの紋を好んだ。同時代の者は確実に、15世紀のあの衝撃的な内紛を「薔薇戦争」とは呼ばなかった。1461年から1485年の25年間の大部分において、王室の薔薇は1つしかなく、それは白色であった。エドワード4世の紋である。
結婚に伴い、ヘンリー7世はヨーク家の白薔薇とランカスター家の赤薔薇を結合したテューダー・ローズの紋を採用した。テューダー・ローズは、時として赤と白に分けて4分割（紋章学でいうところのクォータリング）または縦に2分割（インペイルメント）にされた。大抵の場合、テューダー・ローズは二重の薔薇として描かれるが、このとき白が赤の上に重ねられ、またその色は常に紋章学でいうプロパー（自然色）で塗られる。

## 歴史上の利用

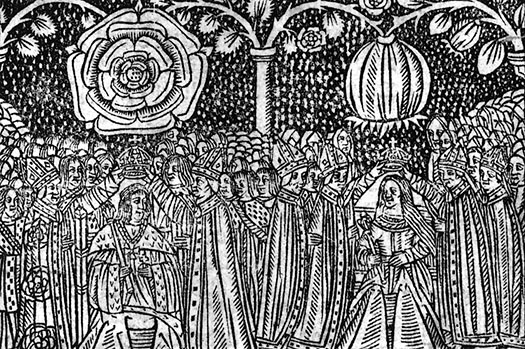
ヘンリー8世とキャサリン・オブ・アラゴンの戴冠式を描いた16世紀の板目木版画。頭上に掲げられた2人の紋はテューダー・ローズとザクロである。

ヘンリー8世はその治世中、ウィンチェスター城に持っていた「円卓」（アーサー王と円卓の騎士たちが用いた本物であると当時は信じられていた）を塗り変えた。この新しい絵柄は、中央にテューダー・ローズを据えるものであった。テューダー・ローズの紋は、紋章学でいうスリプト・アンド・クラウンド（枝付きかつ冠付き：茎葉の付いた切り枝に王冠を載せた形で表現される）にされることがある。この紋は、ニコラス・ヒリアード（Nicholas Hilliard）によるエリザベス1世の「ペリカン肖像」に見られるが、これが今日ではイングランドでの王室の紋となっている。
テューダー・ローズはまた、ディミディエイション（2つの紋章を縦半分にカットし、半分ずつ組み合わせて新しい紋章とするもの）によって複合された紋となることもある。ウェストミンスター・トーナメント・ロールでは、ヘンリー8世とその最初の妻キャサリン・オブ・アラゴンとともに、茎付きのテューダー・ローズをキャサリンの個人紋であるザクロと結合させたものを描いており、この夫婦の娘メアリー1世も同じ紋を帯びている。イングランド王ジェームズ1世（スコットランド王ジェームズ6世）は、テューダー・ローズとアザミ（スコットランド王室の象徴）をディミディエイションし冠付きとした形の紋を使用していた。 

## 現代における利用
冠付きかつ茎付きのテューダー・ローズは、スコットランドのアザミ、アイルランドのシャムロック、ウェールズのリーキ同様、イングランドの植物紋として用いられている。これは、例えばヨーマン・ウォーダーズ（ロンドン塔の衛兵）やヨーマン・オブ・ザ・ガード（国王に近侍する近衛兵）の礼装に見ることができる。また、1982年から2008年に鋳造されたイギリスの20ペンス貨のデザインや、イギリス国王の紋章にも用いられている。カナダの国章も同様である。テューダー・ローズは、イギリス陸軍情報軍団（Intelligence Corps）の帽章の一部でもある。また、（モノクロではあるが）イングランド観光委員会（English Tourist Board）の象徴としても、またイギリス最高裁判所の紋の一部としても著名である。
テューダー・ローズは、ノーティカル・トレーニング・コア（Nautical Training Corps：1944年にブライトンで設立されたイングランド南東の20組織で構成される青年組織）の紋としても用いられる。この隊章は、テューダー・ローズを碇幹に描き、For God, Queen and Country（神、女王および国のために）のモットーを付している。また、隊の帽章の一部にも使用されている。そのほかサッカーイングランド代表のエンブレムはイングランドの国章の「スリーライオン」の紋章に10のチューダーローズあしらったものを使用されている。
テューダー・ローズは、ポルトガル陸軍のいくつかの部隊でも部隊章として用いられている。これは、シャウムブルク＝リッペ伯ヴィルヘルム（Graf Wilhelm Friedrich Ernst zu Schaumburg-Lippe）にちなむもので、具体的にはリスボン分類・選抜センター（Centro de Classificação e Selecção de Lisboa）および陸軍要塞・堡塁隊（Serviço de Fortificações e Obras do Exército, DSFOM）である。

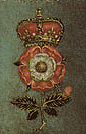
枝付きかつ冠付きのテューダー・ローズ。エリザベス1世の「ペリカン肖像」から。
現在のヨーマン・オブ・ザ・ガードの紋。
ヘンリー7世以来代々のイギリス君主が用いたテューダー・ローズ紋。
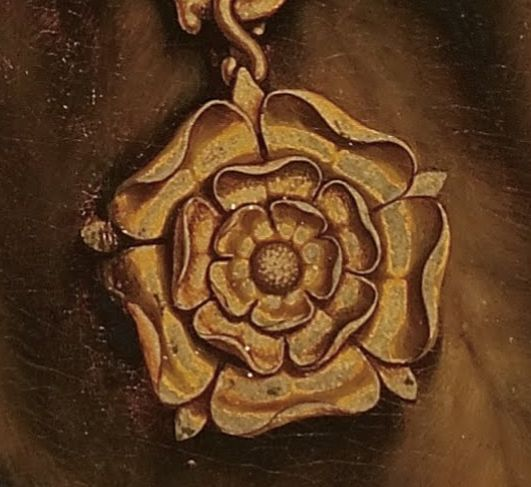
トマス・モア卿の肖像に描かれた鎖に繋がれたテューダー・ローズ。ハンス・ホルバイン画